# Proposition 19
Proposition 19 (Voorstel 19), ook bekend als de Regulate, Control & Tax Cannabis Act (Akte van regulering, controle en belasting van cannabis) was een Californisch wetsvoorstel waardoor marihuanagerelateerde handelingen zouden worden gelegaliseerd en gereguleerd. Stemgerechtigde inwoners van Californië mochten zich door een referendum uitspreken over het voorstel tijdens de Amerikaanse congresverkiezingen 2010 van 2 november 2010. Het voorstel werd verworpen met 54% tegen en 46% voor.
Voorstanders voerden aan dat de wet zou kunnen helpen bij het oplossen van Californiës budgettaire crisis, het doen opdrogen van de inkomstenbron van gewelddadige drugskartels en het vrijkomen van capaciteit van wetshandhavers voor gevaarlijkere misdaden. Tegenstanders meenden dat de wet mazen en gebreken bevat en ongewenste gevolgen zou hebben voor de publieke veiligheid, werkplekken en federale subsidies.

## Achtergrond

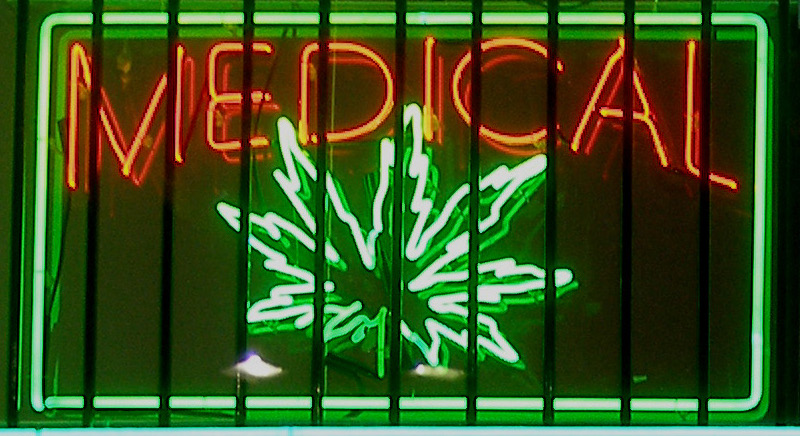
Neonreclame van mediwietwinkel in Los Angeles

De Verenigde Staten hebben een erg strikt drugsbeleid, maar er zijn per staat grote verschillen. Een eerder vergelijkbaar Californisch voorstel, eveneens met de naam Proposition 19, werd bij referendum in 1972 verworpen met 66,5% tegen en 33,5% voor. In 1996 werd medicinale cannabis bij referendum gelegaliseerd. In 2000 werd een wet aangenomen aangenomen die bepaalde dat cannabisbezitters die voor de eerste of tweede keer werden betrapt, een hulpprogramma aangeboden kregen in plaats van juridische vervolging. Sinds 1 januari 2011 krijgen bezitters van een kleine hoeveelheid in Californië alleen nog een boete.

## Voorgestelde maatregelen
Op een aantal punten was Proposition 19 liberaler dan het op dat moment geldende drugsbeleid in Nederland:
| Maatregel of vrijstelling | Vergelijking met gedoogbeleid in Nederland in 2010 |
| --- | --- |
| Minimumleeftijd 21 jaar | Minimumleeftijd 18 jaar |
| Bezit van maximaal 28,5 gram (1 oz) | Bezit van maximaal 5 gram wordt niet vervolgd maar kan in beslag worden genomen |
| Gebruik in een niet-publieke ruimte (zoals een woning) en publieke etablissementen met vergunning voor marihuanaconsumptie                   | Middels blowverbodsborden en APV lokaal verschillende regelgeving omtrent gebruik in de publieke ruimte, vrij in niet-publieke ruimten en coffeeshops, behoudens rookverbod                                              |
| Verbouw van marihuana in privéruimten met een maximum van 2,3 m² (25 square feet) voor persoonlijk gebruik                                   | Buitenteelt niet vervolgd tot 5 planten maar kan in beslag worden genomen, binnenteelt wordt zwaar vervolgd en bestraft met gevangenisstraf, huisuitzetting en Plukze-wetgeving                                          |
| Gelicenseerde verkooppunten mogen tot 28,5 gram per transactie verkopen                                                                      | Coffeeshops mogen maximaal 5 gram per dag verkopen per persoon |
| Lokale overheden kunnen regels stellen aan de locatie, omvang, openingsuren en uiterlijke kenmerken                                          | Gemeenten kunnen coffeeshops sluiten die niet aan de regels voldoen of kiezen voor nuloptie. Sluiting van coffeeshops op korte afstand van scholen is op landelijk niveau in voorbereiding                               |
| Lokale overheden kunnen toestemming geven voor het bezit van grotere hoeveelheden voor persoonlijk gebruik of voor teelt of handel           | Teelt en handel is verboden met uitzondering van detailhandel door en in coffeeshops, die maximaal 500 gram voorraad mogen hebben. Gemeentelijke plannen m.b.t. gereguleerde teelt zijn nog niet in de praktijk gebracht |
| Transport van een gelicenseerd pand naar een ander gelicenseerd pand (in een andere stad), zolang niet in strijd met plaatselijke bepalingen | De bevoorrading van coffeeshops is illegaal (voordeur-achterdeur-controverse) |
| Lokale overheden kunnen belasting heffen op de verkoop                                                                                       | Over de detailhandel van coffeeshops wordt btw betaald |

### Verbodsbepalingen
In het voorstel blijft het verboden om marihuana te verkopen aan minderjarigen en onder invloed een motorvoertuig te besturen. In Nederland was op dat moment beleid over rijden onder invloed van marihuana nog in de maak. Evenals in Nederland, blijft ook onder Prop 19 internationaal transport verboden, maar ook de interstatelijke. Werkgevers hebben het recht maatregelen te nemen als de marihuanaconsumptie van hun werknemer tot problemen leidt op de werkvloer. Ondanks de bepalingen in Prop 19 zou de verkoop illegaal gebleven zijn volgens de federale Controlled Substances Act.

## Uitslag
| Keuze | Stemmen   | Percentage |
| ----- | --------- | ---------- |
| Tegen | 3.826.487 | 53,8       |
| Voor  | 3.297.590 | 46,2       |